# ماركهام
ماركهام (إلينوي) (بالإنجليزية: Markham, Illinois)‏ هي مدينة تقع في الولايات المتحدة في مقاطعة كوك، إلينوي. يقدر عدد سكانها بـ 12,508 نسمة .

## أعلام
- فلويد فيلدز
- رودني هاريسون